# باشگاه فوتبال نجف
باشگاه فوتبال نجف عراق (به عربی:نادی النجف العراقی) یک باشگاه فوتبال در شهر نجف و در کشور عراق می‌باشد که در لیگ برتر فوتبال عراق بازی می‌کند.
این باشگاه در سال ۱۹۶۱ میلادی تأسیس شده است و سابقهٔ نایب قهرمانی در لیگ برتر عراق را نیز دارد.میلاد نوری هافبک ایرانی عضو این تیم است.

## بازیکنان برجسته
- کرار جاسم
- سامال سعید
- سامر سعید
- صالح سدیر
- نور صبری